# 加菲貓 (角色)
加菲貓（英語：Garfield）是由吉姆·戴維斯創作同名漫畫中的主角。在漫畫中，加菲貓被描繪為一隻懶惰、肥胖、憤世嫉俗且自戀的橙色波斯猫。牠以喜愛千層麵、披薩、咖啡及睡覺而聞名，非常討厭星期一、獸醫及運動。

## 特點

### 虛構傳記

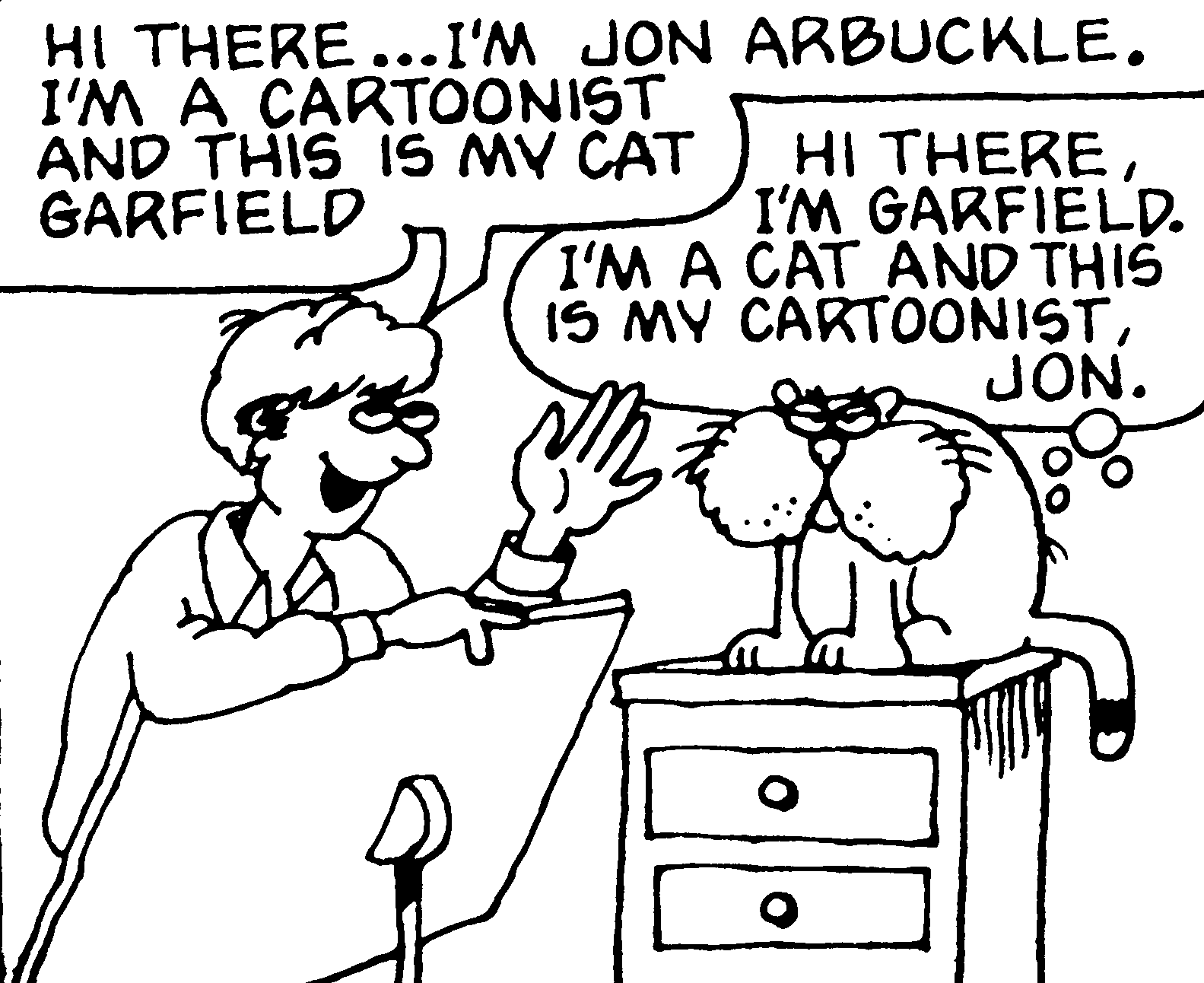
1976 年，加菲貓首次出現於漫畫《喬恩》中

加菲貓是一隻橘色的猫，主人是姜·艾伯克。  在1978年6月19日（即第一篇加菲貓漫畫發佈的那天）在瑪瑪·雷歐尼義大利餐廳裡面的廚房出生。加菲貓的名字源自漫畫作者吉姆·戴維斯的祖父，詹姆斯·加菲爾德·戴維斯。加菲貓在年幼時就愛上了千層麵，並將其列為最喜愛的食物。由於加菲貓食量大，瑪瑪·雷歐尼餐廳的店主面臨是否送走加菲貓或關閉餐廳的抉擇，最終加菲貓被賣到寵物店。 1978年8月19日，姜·艾伯克姜·艾伯克從該店領養了加菲貓。
加菲貓經常陷入各種冒險中，例如被困在捲簾裡、與老鼠對抗、以及被關進動物收容所等。
此外，加菲貓偶爾會使用沙盒，像是1978年一篇漫畫中，牠表示自己討厭廣告，因為「廣告太長，坐不完，又太短，來不及去沙盒一趟」。 1979年10月27日的漫畫中，加菲貓透露他不喜歡吃葡萄干。 
2003年，為慶祝加菲貓25週年，幾篇漫畫中展示了牠與1978年版本的互動。2005年，為慶祝《金發女郎》漫畫75週年，加菲貓和強·阿布克爾出現在幾篇《金髮女郎》的漫畫中。1997年4月1日，《加菲貓》曾與《金髮女郎》進行過一次早期的跨界合作，這是漫畫換位演出的一部分。

### 性格特徵
加菲貓的主要性格特徵包括懶惰、憤世嫉俗和諷刺。他討厭星期一、小貓奈瑪爾，並且愛吃千層麵。他也常因為主人姜·艾伯克的狗歐弟而感到煩躁。
加菲貓的外貌隨著時間有所變化。最初，加菲貓有著肥胖的身材和較小的面部特徵，這使得他必須四足行走，並在角色被改編為電視動畫時造成了一些困難，也使得加菲貓跳舞的動畫更加困難；吉姆·戴維斯感谢查爾斯·舒茲對加菲貓重新設計，使他能夠用後腿站立。 為了應對報紙漫畫頁面縮小，戴維斯進一步調整了加菲貓的外觀，特別是加大了他的眼睛，使得漫畫能夠在更小的尺寸下印刷，而不會讓笑點變得太小而難以看見。

### 性别
2014年，加菲貓創作者吉姆·戴維斯在《Mental Floss》雜誌的訪談中表示：「加菲貓非常具有普遍性。作為一隻貓，牠其實既不是男性也不是女性，沒有特定的種族或國籍，年輕或年老。這讓我在創作幽默情境時有更多的空間。」 2017年2月，關於加菲貓性別的爭議出現在該角色維基百科頁面的討論區。儘管其他角色一貫使用男性代名詞稱呼加菲貓，維基人開始頻繁修改頁面，將加菲貓的性別標籤來回更改為「男性」和「無性」，最終導致該頁面被鎖定。粉絲們也在推特上發表了不同看法。有些人指出漫畫中的某些場景證明加菲貓是雄性，另一些則提到加菲貓由男性配音。戴維斯解釋說，儘管加菲貓既不是男性也不是女性，他確實使用男性代名詞。然而，戴維斯後來澄清，加菲貓實際上是男性。

加菲貓在兩部真人電影中的電腦動畫設計，如在《加菲猫2：雙貓記》中所示

## 媒體使用
- 加菲貓於大約1988年被授權給Dakin公司，用於創作毛絨玩具。
- 自1990年代以來，加菲貓一直是賓夕法尼亞州西米夫林的傳統遊樂園肯尼伍德的吉祥物，該遊樂園靠近匹兹堡。在肯尼伍德，有一個名為「加菲貓的噩夢」的遊樂設施，這是由加菲貓創作者吉姆·戴維斯獨家參與創作的。[13]
- 在前兩部真人版加菲貓電影 《加菲貓電影版》和《加菲猫：雙貓記》中，加菲貓是通過電腦動畫創作的，雖然這些電影主要以真人演出為主。在這些電影中，加菲貓的設計被改進，使其外觀和動作更像一隻真實的貓，儘管他的面部特徵仍然誇張且富有表現力，並略帶與配音演員员比尔·莫瑞相似的特徵。完全動畫製作的電影《加菲貓：大明星歷險記》、《 加菲貓狂歡節》和《加菲猫3D》也採用了電腦動畫來呈現加菲貓，但其中的設計更接近於他最初漫畫中的樣貌，而非前兩部真人版電影中的設計。
- 加菲貓是1990年動畫特別節目《卡通全明星大救援》中的眾多卡通角色之一。
- 加菲貓擁有兩項吉尼斯世界紀錄：「世界上最廣泛傳播的漫畫條幅」和「1分鐘內最多次的吉祥物擊掌次數」[14]。此外，2025年將推出加菲貓的粘土人模型[15]。

## 外部鏈接
- Garfield.com – 加菲貓官方網站